# ساسالاک هایپراخون
ساسالاک هایپراخون (تایلندی: ศศลักษณ์ ไหประโคน؛ زادهٔ ۸ ژانویهٔ ۱۹۹۶) بازیکن فوتبال اهل تایلند است.
از باشگاه‌هایی که در آن بازی کرده‌است می‌توان به باشگاه فوتبال بانکوک یونایتد و باشگاه فوتبال بوریرام یونایتد اشاره کرد.
وی همچنین در تیم‌های ملی فوتبال تیم ملی فوتبال تایلند و Thailand U21 و Thailand U23 بازی کرده‌است.
وی در مسابقات کشوری و بین‌المللی در مجموع برندهٔ ۱ مدال طلا شده‌است.